# Browneopsis excelsa
Browneopsis excelsa es una especie de planta leguminosa, familia Fabaceae.
Es endémica de Brasil, Colombia, Panamá, Ecuador y del Perú. Está amenazada por pérdida de hábitat.

## Descripción
Es un árbol grande inerme, con ramillas teretes, lenticeldoas glabras. Las hojas d 4 - 6 folioladas; pecíolo corto, con raquis de hasta 10 cm de largo; raquis aplanados y por lo general sulcados arriba. Inflorescencia pedunculada con pocas flores,  brácteas ampliamente ovadas, de 3,5 cm de largo, ciliadas, algo puberulentas, longitudinalmente rugosa, se traslapan. Flores de color crema a rosado, llamativas; cáliz con una porción receptacular basal de grosor de unos 8 mm de largo, los 4 sépalos petaloides (lóbulos) elíptica, uno más corto que los otros 3. Leguminosas lineales oblongas, de 15-20 cm de largo, 3-4 cm  de ancho, delgadas y aplanadas, pocas semillas.

## Taxonomía
Browneopsis excelsa fue descrita por Henri Pittier y publicado en Contributions from the United States National Herbarium 18(4): 157, pl. 63. 1916.